# Білецький Олександр Іванович
Олекса́ндр Іва́нович Біле́цький (нар. 21 жовтня (2 листопада) 1884, Казань — 2 серпня 1961, Київ) — український літературознавець, заслужений діяч науки УРСР (з 1941 року), академік АН УРСР (з 1939 року), академік АН СРСР (з 1958 року). Батько Андрія і Платона Білецьких.

## Життєпис
Народився 21 жовтня (2 листопада) 1884 року в Казані в сім'ї агронома й ґрунтознавця Івана Івановича Білецького. Вчився спочатку в одній із казанських гімназій, а після переїзду батьків до Харкова — в харківській третій гімназії, яку закінчив 1902 року.
1907 закінчив історико-філологічний факультет Харківського університету. Викладав у харківських гімназіях і в реальному училищі, одночасно навчався в аспірантурі. 1909–1912 роках жив у Санкт-Петербурзі, де готувався до складання магістерських іспитів.
Від 1912 року — приват-доцент Харківського університету (кафедра російської мови та літератури). Викладав у Київському університеті та інших вищих навчальних закладах. В 1918 році захистив магістерську дисертацію «Епізод з історії російського романтизму».
Від 1926 року співпрацював з Інститутом літератури імені Тараса Шевченка АН УРСР.
1937 року Білецькому надано — без захисту дисертації, за сукупністю праць — учений ступінь доктора філологічних наук. 1939 року його обрано академіком АН УРСР, 1946 року — членом-кореспондентом АН СРСР, 1958 року — дійсним її членом.
У 1939–1941 роках і від 1944 року до кінця життя — директор Інституту літератури імені Тараса Шевченка АН УРСР, очолював комітет українських славістів.
З початком німецько-радянської війни в липні 1941 року Олександра Білецького евакуювали з майже 400-ма академіками, членами-кореспондентами й іншими науковими працівниками Академії наук УРСР до Уфи, столиці Башкирії.
У 1946–1948 роках — віце-президент Академії наук УРСР (кандидатуру Білецького на цю посаду запропонував Павло Тичина).
Був головою редакційної колегії колективного видання науковців Інституту літератури імені Тараса Шевченка АН УРСР «Історія української літератури. Том перший. Дожовтнева література», що вийло в Києві 1954 року.
У 1957–1961 роках — головний редактор журналу «Радянське літературознавство» (нині «Слово і час»).

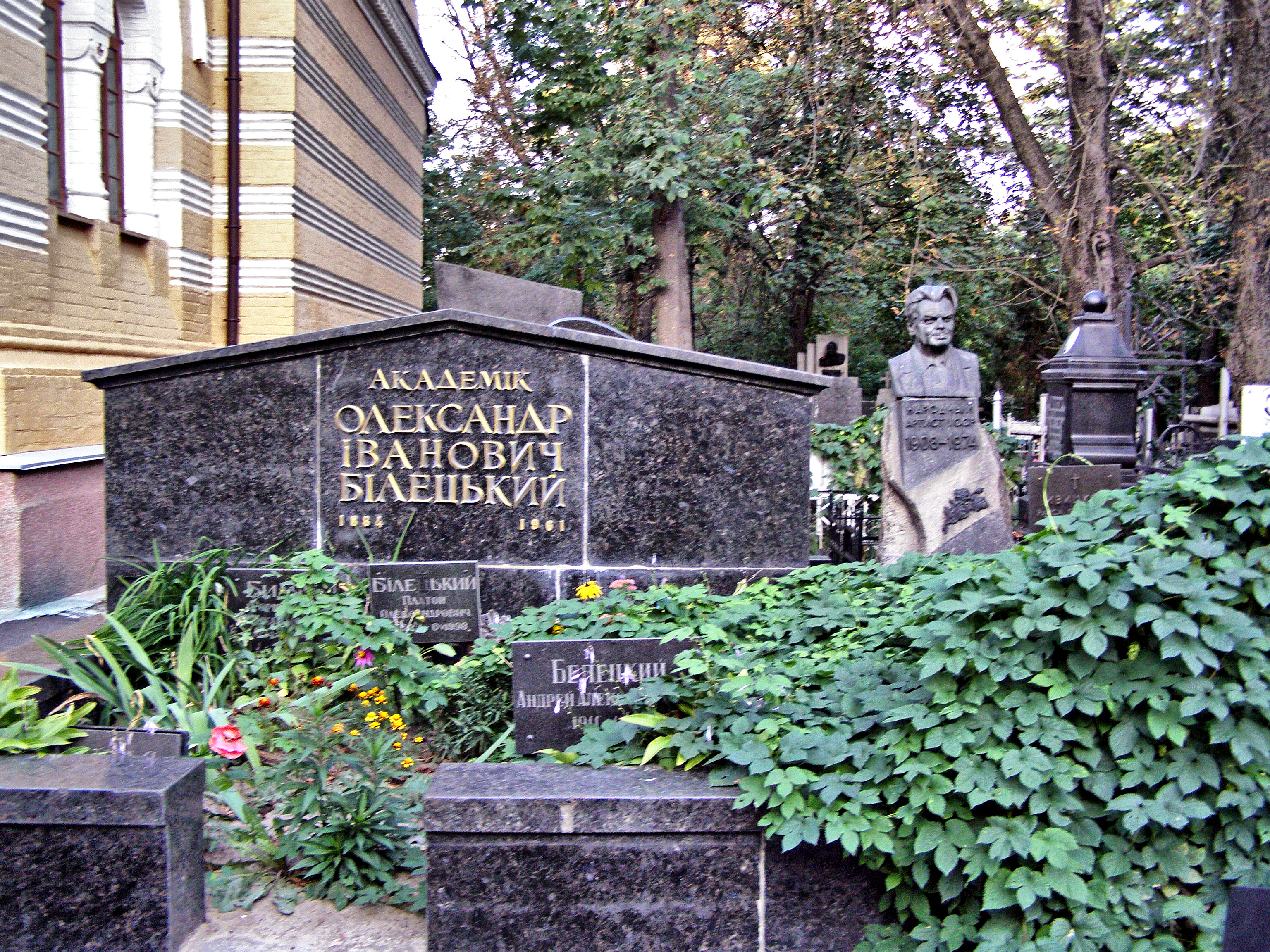
Могила Олександра Білецького

Помер 2 серпня 1961 року. Похований у Києві на Байковому кладовищі (центральна алея, ділянка № 6).

## Творчість
1923 року опублікував працю «Старовинний театр в Росії», що містила широкі висновки-узагальнення. В 1924 році здійснив перший в українському літературознавстві синтетичний огляд літературного процесу в статті «Двадцять років нової української лірики». В 1926 році у статті «Про прозу взагалі та про нашу прозу 1925 року»  (Червоний шлях. 1926. № 2, 3) ознайомив читачів з творчістю Петра Панча, Олександра Копиленка, Юрія Яновського, Івана Сенченка. Низку статей Білецького присвячено розгляду української літератури в контексті розвитку світової літератури.
Білецький є автором двох великих літературно-критичних нарисів: «Павло Тичина» (1957), «Творчість Максима Рильського» (1960), а також цілої низки розвідок, присвячених життю та творчості українських (Тараса Шевченка, Івана Франка, Івана Котляревського, Григорія Квітки-Основ'яненка, Марка Вовчка та інших) і російських (Федора Достоєвського, Миколи Лєскова, Олександра Пушкіна, Михайла Лермонтова, Миколи Некрасова, Олександра Островського, Льва Толстого, Антона Чехова та інших) поетів і письменників.
Білецький досліджував спадщину Івана Вишенського, Григорія Сковороди й окремі літературні пам'ятки, зокрема «Слово о полку Ігоревім», працював над складанням підручників, програм і хрестоматій для вищих та середніх навчальних закладів.
Виступав також як драматург, написавши кілька п'єс для дітей (під псевдонімом Річард Победимський). Йому ж належать псевдоніми «Анфім Іжев» і «Андрій Аскалон» під «стихопрозами» і оповіданням у журналі «Творчість» за 1919 рік (N 2 і 3).
Вже після смерті Білецького 1963 року вийшла його цікава розвідка «До питання про періодизацію історії дожовтневої української літератури», де було проаналізовано закономірності розвитку української літератури.

### Перелік статей
- «В майстерні художника слова» (1923)
- «Двадцять років нової української лірики» (1924)
- «До побудови теорії літературних стилів» (1931)
- «Віктор Гюго (до п'ятдесятиріччя з дня смерті)» (1935)
- «Шевченко і світова література» (1939)
- «Проблема синтезу в літературознавстві» (1940)
- «Поетика драми» (1950)
- «Світове значення творчості Шевченка» (1951)
- «Світове значення творчості І. Франка» (1956)
- «Українська література серед інших літератур світу» (1958)
- «До питання про періодизацію історії дожовтневої української літератури» (1963)

### Видання
- Зібрання праць у пяти томах. Київ: Наукова думка, 1965.

## Значення діяльності

Меморіальна дошка на будинку, де жив О. І. Білецький

Праці Білецького з історії української літератури, його теоретичні розвідки та біографічні нариси стали вагомим внеском у розвиток українського літературознавства. Він одним із перших проаналізував українську літературну традицію в рамках світових літературних процесів, визначив її місце серед інших літератур світу.

## Пам'ять
На смерть Олександра Білецького Павло Тичина написав поему «Срібної ночі».
1984 року в Солом'янському районі Києва на честь Олександра Білецького названо вулицю.
1986 року Республіканську премію в галузі літературно-художньої творчості названо іменем Олеся Білецького.
На будинку № 17/4 по Микільсько-Ботанічній вулиці, де він жив, встановлено меморіальну дошку.